# Merlin Olsen
Merlin Jay Olsen (Logan, 15 settembre 1940 – Duarte, 11 marzo 2010) è stato un giocatore di football americano e attore statunitense che ha militato nel ruolo di defensive tackle per tutti i suoi quindici anni di carriera con i Los Angeles Rams della National Football League (NFL), venendo convocato per 14 Pro Bowl, un record che resistette fino al 2021, quando fu superato da Tom Brady.
È stato introdotto sia nella Pro Football Hall of Fame che nella College Football Hall of Fame. Come attore ha interpretato il contadino Jonathan Garvey nella serie televisiva La casa nella prateria. Dopo aver lasciato quella produzione, divenne il protagonista della serie I ragazzi di padre Murphy, prodotta dalla NBC.

## Biografia
Figlio di Merle Barrus (1913-2007) e Lynn Jay Olsen (1914-1981) si sono laureati alla Utah State University (USU) e hanno iniziato la loro carriera. Suo padre era un professore all'università mentre sua madre si era laureata in educazione elementare. Merlin era il secondo di nove fratelli e il primogenito. La famiglia ha aperto la propria casa per ospitare, nutrire, dormire o fare da tutor a chiunque si trovi nel quartiere; durante l'inverno, Merle posava la legna sull'ingresso della casa in modo che i pattinatori del parco locale potessero entrare.
Merlin ha perseguito l'atletica al liceo, ma è stato tagliato dalla squadra di basket mentre era al nono grado, quando l'allenatore gli ha detto che l'atletica non era per lui e che avrebbe dovuto dedicarsi alle arti. Più tardi, Olsen ha rifiutato una borsa di studio per il calcio alla Stanford University per giocare per l'USU. Il compagno di classe Ross Peterson lo ha descritto come un "leader naturale, grande e forte... avrebbe potuto avere successo in qualsiasi cosa". Anche i suoi fratelli Phil e Orrin giocavano a calcio.

## Carriera sportiva
Dopo aver terminato il college, Olsen ricevette offerte sia da Los Angeles nella NFL che dai Denver Broncos della rivale American Football League. Egli scelse la sicurezza rappresentata dalla NFL e firmò coi Rams. Il primo contratto di Olsen fu di circa 50.000 dollari per due stagioni, oltre a un bonus alla firma. Era il 1962 e lo stipendio medio di un giocatore di football era di 12.000 dollari l'anno. Fu il primo giocatore dell'Università statale dello Utah ad essere scelto nel primo giro del Draft NFL.
Olsen giocò per tutta la sua carriera dal 1962 al 1976 coi Los Angeles Rams. Una stella tra i difensori della squadra, saltò solo due gare (entrambe nella sua stagione da rookie) nel corso dei suoi quindici anni di carriera. Fu nominato rookie dell'anno nel 1962 ed inserito nel First-team All-Pro nel 1964 e poi dal 1966 al 1970. Fu inoltre inserito nel Second-team All-Pro nel 1965, 1973 e 1974.
Olsen fu quasi sul punto di giocare in attacco ma fu spostato in difesa dopo alcuni esperimenti durante gli allenamenti. Egli divenne presto parte di una delle migliori difese della storia della NFL. Deacon Jones, Rosey Grier, Lamar Lundy e Olsen formarono una linea difensiva soprannominata The Fearsome Foursome. Nella settimana 12 della stagione 1965 fu nominato difensore della settimana dopo aver segnato il primo touchdown della carriera.
Nel corso degli anni sessanta il quartetto terrorizzò gli attacchi avversari. Le giocate di Olsen contribuirono al raggiungimento dei playoff da parte dei Rams nel 1967 e nel 1969. Fu anche votato miglior uomo della linea difensiva dei Rams dal 1967 al 1970. Nella settimana 14 della stagione 1967, Olsen e il resto dei Fearsome Foursome furono tutti nominati difensori della settimana per le loro prestazioni contro i Baltimore Colts. Negli anni settanta Olsen continuò a dominare come defensive tackle e i suoi undici sack nel 1972 furono il secondo miglior risultato della squadra. Dopo la settimana 8 del 1972, Olsen fu nominato difensore della settimana per la terza volta in carriera.
I Rams vinsero la NFC West dal 1973 al 1976 grazie anche alle giocate di Olsen. Essi furono la miglior difesa sulle corse nel 1973 e 1974 e finirono al secondo posto per sack totali in entrambe le stagioni. Nel 1973 Olsen fu votato come miglior uomo della linea difensiva dell'anno dall'Associazione Giocatori della NFL e l'anno successivo vinse il Bert Bell Award come miglior giocatore della lega, assegnato dal Maxwell Club.
L'ultima gara di Olsen fu la finale della National Football Conference del 1976 persa contro i Minnesota Vikings. Olsen fu convocato per il Pro Bowl per tutti gli anni della sua carriera, ad eccezione dell'ultimo. Nel 1982 fu inserito nella Pro Football Hall of Fame al suo primo anno di eleggibilità. Nel 1999 Sporting News lo classificò al 25º posto tra i migliori giocatori di tutti i tempi mentre nella stessa classifica stilata da NFL Network nel 2009 fu classificato al 27º posto.
Gli è stato diagnosticato un mesotelioma peritoneale nel 2009, e ha subito tre cicli di chemioterapia. Nel dicembre 2009 ha intentato una causa contro 25 imputati tra cui NBC Studios, NBC Universal e 20th Century Fox, Georgia Pacific, Sherwin-Williams e Lennox Corp. per presunta esposizione all'amianto che secondo lui aveva causato il suo cancro.
Olsen è morto l'11 marzo 2010 al City of Hope National Medical Center di Duarte, in California, all'età di 69 anni.

## Vita privata
Il 30 marzo 1962, Olsen sposò Susan Wakley, una studentessa della USU. Hanno avuto tre figli: Kelly, Jill e Nathan. Olsen era un membro della Chiesa di Gesù Cristo dei Santi degli Ultimi Giorni. Olsen era residente a San Marino, in California.

## Palmarès
- (14) Pro Bowl (1962, 1963, 1964, 1965, 1966, 1967, 1968, 1969, 1970, 1971, 1972, 1973, 1974, 1975)
- (6) First-Team All-Pro (1964, 1966, 1967, 1968, 1969, 1970)
- (3) Second-Team All-Pro (1965, 1973, 1974)
- Formazione ideale della NFL degli anni 1960
- Formazione ideale della NFL degli anni 1970
- Formazione ideale del 75º anniversario della National Football League
- Formazione ideale del 100º anniversario della National Football League
- MVP del Pro Bowl (1968)
- Bert Bell Award (1974)
- Numero 74 ritirato dai St. Louis Rams
- Pro Football Hall of Fame
- Classificato al #27 tra i migliori cento giocatori di tutti i tempi da NFL.com

## Filmografia parziale
- I due invincibili (The Undefeated), regia di Andrew V. McLaglen (1969)
- Ti combino qualcosa di grosso (Something Big), regia di Andrew V. McLaglen (1971)
- Uccidete Mister Mitchell (Mitchell), regia di Andrew V. McLaglen (1975)

### Televisione
- Petticoat Junction – serie TV, 1 episodio (1970)
- Kung Fu – serie TV, 1 episodio (1973)
- Dottor Simon Locke (Dr. Simon Locke) – serie TV, 1 episodio (1974)
- La casa nella prateria (Little House on the Prairie) – serie TV, 51 episodi (1977-1981)
- Uno sceriffo contro tutti (Walking Tall) – serie TV, 1 episodio (1981)
- I ragazzi di padre Murphy (Father Murphy) – serie TV, 34 episodi (1981-1983)
- Fathers and Sons – serie TV, 4 episodi (1986)
- Aaron's Way – serie TV, 14 episodi (1988)

## Doppiatori italiani
Nelle versioni in italiano delle opere in cui ha recitato, Merlin Olsen è stato doppiato da:
- Diego Reggente in La casa nella prateria[4], I ragazzi di padre Murphy[5]